# (65213) Peterhobbs
(65213) Peterhobbs est un astéroïde de la ceinture principale.

## Description
(65213) Peterhobbs est un astéroïde de la ceinture principale. Il fut découvert le 12 mars 2002 à Nogales (Arizona) par l'observatoire Tenagra II. Il présente une orbite caractérisée par un demi-grand axe de 3,07 UA, une excentricité de 0,06 et une inclinaison de 12,8° par rapport à l'écliptique.

## Compléments